# ماتيو أليمان
ماتيو أليمان (بالإسبانية: Mateo Alemán y de Enero)‏ (1547، إشبيلية في إسبانيا - 1613 في المكسيك)؛ كاتب وروائي إسباني.

## روابط خارجية
- ماتيو أليمان على موقع الموسوعة البريطانية (الإنجليزية)